# Yun Hyong-keun
Yun Hyong-keun (윤형근?, 尹亨根?, Yun Hyeong-geunLR; Cheongju, 12 aprile 1928 – Seul, 28 dicembre 2007) è stato un pittore sudcoreano, tra i maggiori esponenti del movimento monocromatico locale.

## Biografia
Yun Hyong-keun nasce a Cheongju il 12 aprile 1928, terzogenito su sei figli maschi e due figlie femmine, dal pittore letterato e calligrafo Yun Yong-han del bon-gwan Yun di Papyeong. Mostra una predisposizione per l'arte durante l'adolescenza, progettando di studiare la materia a Tokyo, ma i bombardamenti di Hiroshima e Nagasaki al termine della Guerra del Pacifico lo fanno restare in Corea, dove lavora per un periodo come segretario, prima di licenziarsi e iscriversi alla Cheongju Normal School per imparare disegno: la decisione incontra l'opposizione del padre e del fratello maggiore, perciò Yun si trasferisce a Seul dalla sorella maggiore. Nel 1947 inizia a frequentare l'Università Nazionale della capitale, ma la sua partecipazione alle proteste contro il ruolo dell'esercito statunitense nella fondazione dell'ateneo lo portano all'arresto e all'espulsione; a causa di questi precedenti, nel 1950 viene condannato alla fucilazione come parte della lega di Bodo; riesce fortunosamente a fuggire, ed è in seguito costretto a lavorare per l'esercito nordcoreano durante l'occupazione di Seul, motivo per il quale sconta sei mesi di carcere nel 1956. Dopo essersi laureato al college d'arte dell'università Hongik nel 1957, diviene professore presso la scuola superiore femminile Cheongju, ma è costretto a licenziarsi dopo aver criticato il regime di Syngman Rhee in seguito alla rivoluzione d'aprile. Il 22 marzo 1960 sposa la figlia maggiore del pittore Whanki Kim, Kim Young-sook.
Inizia a dipingere nel 1961, stesso anno in cui ottiene una cattedra da insegnante d'arte alla scuola superiore femminile Sookmyung; nel 1973 viene arrestato e imprigionato quattro volte per violazione delle leggi anti-comunismo dopo aver criticato l'ammissione raccomandata di una studentessa legata al capo del Servizio di Intelligence Nazionale. Quando torna in libertà, il suo nome viene inserito in una lista nera e, non riuscendo a trovare un impiego fisso, decide di dedicarsi completamente alla pittura. Nel dicembre 1974 espone Policromo e blu No.39 (다색과 청색 No.39?, Dasaekgwa cheongsaek No.39LR) alla seconda edizione della mostra Andepandang al National Museum of Modern and Contemporary Art; contemporaneamente il collega Joseph Love lo presenta al curatore della Tokyo Gallery Takashi Yamamoto, e nell'agosto 1977 Yun partecipa a un'esposizione dedicata all'arte coreana contemporanea al Tokyo Central Museum of Art. Negli anni 1980 frequenta l'Académie de la Grande Chaumière a Parigi.
All'inizio del decennio successivo conosce Donald Judd, che lo invita a esporre presso la propria fondazione a New York nel 1993 e alla Fondazione Chinati di Marfa nel 1994. L'anno seguente rappresenta la Corea del Sud alla Biennale di Venezia. Muore a Seul il 28 dicembre 2007 di tumore al tratto biliare.

## Contenuti
Yun Hyong-keun è stato una figura chiave del Dansaekhwa, il movimento pittorico monocromatico coreano, sebbene non volesse essere associato ad esso. Una recensione della sua quarta mostra a Seul nel dicembre 1975 pubblicata sul Dong-a Ilbo ha sostenuto che il suo approccio rifletta la spiritualità e la vuotezza dell'Asia orientale.
Iniziò a dipingere ispirato dal calligrafo Kim Chŏng-hui. Le sue prime opere, realizzate tra gli anni Sessanta e Settanta, sono piccoli dipinti chiari e astratti influenzati dal suo mentore e suocero, Whanki Kim. Tra il 1973 e la fine degli anni Ottanta adottò uno stile da lui chiamato "la porta di cielo e terra" (천지문?, 天地門?, cheonjimunLR), dipingendo forme simili a cancelli su tele di cotone o lino con una mistura oleosa scura, tendente al nero, di blu oltremare ("cielo") e terra d'ombra ("terra"). Queste opere sono caratterizzate da ampi spazi negativi e da un forte contrasto tra bianco e nero, differenziandosi dai dipinti monocromatici della sua epoca. Parlando del proprio cambio di stile, Yun dichiarò:
Nel 1980 dipinse Ombra bruciata (다색?, DasaekLR), una coppia di tele raffiguranti dei pilastri che cadono l'uno addosso all'altro, immortalando il sentimento d'ira per il massacro di Gwangju. Successivamente eliminò completamente i colori, utilizzando il nero puro, e diminuì la quantità d'olio nella mistura: le opere realizzate negli anni Novanta presentano imponenti forme scure dai contorni rigidi e definiti. Yun continuò a dipingere le "porte di cielo e terra" fino alla morte.
Le sue opere sono esposte, tra gli altri, al National Museum of Modern and Contemporary Art e al Leeum, Samsung Museum of Art in Corea del Sud, alla Fondazione Chinati in Texas e all'M+ Museum a Hong Kong.